# Derek Lunsford
Derek Lunsford (Petersburg, 14 de mayo de 1993) es un culturista estadounidense. Fue campeón del Mister Olympia en la categoría 212 en 2021 y en la categoría Open en 2023, siendo el único que ha ganado la competición en dos categorías diferentes.

## Biografía
Derek Lunsford nació en Petersburg, Indiana, el 14 de mayo de 1993. Era un niño muy activo que practicó varios deportes, incluyendo fútbol y lucha. Su interés por el culturismo comenzó cuando pasó de sus actividades deportivas anteriores al entrenamiento con pesas.
En 2015, Derek Lunsford hizo su debut amateur en culturismo en el Campeonato NPC de Indianápolis, donde compitió en la categoría de peso wélter y salió vencedor. Continuó consolidándose como culturista amateur ganando los Campeonatos Nacionales Junior NPC de 2015 y 2016. Obtuvo su tarjeta de profesional en 2017 en el Campeonato de Estados Unidos NPC, lo que marcó su paso al culturismo profesional.
Lunsford hizo su debut profesional en el IFBB Tampa Pro de 2017, compitiendo en la categoría 212, y ganó su primera competición profesional. Su victoria en el Tampa Pro le valió para clasificarse al Mister Olympia de 2017, donde finalizó en quinta posición. A lo largo de los años, Derek Lunsford compitió constantemente en la categoría 212 del Mister Olympia y siempre logró acabar entre los cinco primeros puestos. En 2021, anunció que comenzaría a entrenar bajo las órdenes de Hany Rambod. En octubre de 2021, ganó el Mister Olympia en la categoría 212, derrotando al actual campeón de ese momento, Shaun Clarida.
En mayo de 2022, Derek Lunsford posó en el IFBB Pittsburgh Pro como invitado, pesando 116 kg. En septiembre de 2022, recibió una invitación especial para participar en el Mister Olympia de 2022 en la categoría Open. Finalizó en segundo lugar en su primera competición en esta categoría, solo por detrás de Hadi Choopan. En 2023, Derek Lunsford ganó el Mister Olympia en la categoría Open, convirtiéndose en el primer culturista de la historia que gana la competición en dos categorías diferentes.

## Palmarés internacional
| Mister Olympia | Mister Olympia             | Mister Olympia    | Mister Olympia |
| Año            | Lugar                      | Medalla           | Categoría      |
| -------------- | -------------------------- | ----------------- | -------------- |
| 2018           | Las Vegas (Estados Unidos) | Medalla de plata  | 212            |
| 2019           | Las Vegas (Estados Unidos) | Medalla de plata  | 212            |
| 2021           | Orlando (Estados Unidos)   | Medalla de oro    | 212            |
| 2022           | Las Vegas (Estados Unidos) | Medalla de plata  | Open           |
| 2023           | Orlando (Estados Unidos)   | Medalla de oro    | Open           |
| 2024           | Las Vegas (Estados Unidos) | Medalla de bronce | Open           |